# استان الطارف
الطارف نام استان سی‌وششم کشور الجزایر است.